# Pardosa laetabunda
Pardosa laetabunda este o specie de păianjeni din genul Pardosa, familia Lycosidae. A fost descrisă pentru prima dată de Spassky, 1941. Conform Catalogue of Life specia Pardosa laetabunda nu are subspecii cunoscute.